# サイバーウォー
サイバーウォー（Cyberwar）は1994年にSales Curve Interactiveが開発しMS-DOSとMacintosh向けに発売された、SFアドベンチャーゲーム。日本国内の限定で1995年7月21日にココナッツジャパンエンターテイメントよりPlayStation版が発売された。また当初、メガCD版や3DO版やセガサターン版も発売予定であったが、PlayStation版のみの販売となった。

## 概要
本作はスティーブン・キングの小説『芝刈り機の男』を原作として映画化された『バーチャル・ウォーズ』のゲーム化作品。因みにスーパーファミコンとゲームボーイでも『バーチャル・ウォーズ』がゲーム化されており、こちらは映画と同タイトルになっており、2本ともこの作品より完成度が高い。
システムは3Dグラフィックを取り入れた、近未来的世界を舞台としたアドベンチャーゲーム。場面ごとに選択肢から行動を選ぶゲームであり、LDゲームのシステムを取り入れている。
しかしセーブ機能が無く再プレイにはパスワードを入力する必要があり、大ボリュームのCD-ROM3枚組は見かけ倒しの感があった。主人公は全裸を思わせるロボットキャラであるが、単にテクスチャーマッピングを放棄した可能な簡略化されたデザインという否定的な意見もある。操作性は極めて重く、8方向キーの操作に無駄な力が入りがちである。さらに選択ミスが即座にゲームオーバーに繋がる即死性の高いデザインとなっているうえに、選択ミスをするたびにいちいゲームオーバーの演出ムービーが流される。以上のことから「我慢強い人向けのクソゲー」という趣旨の酷評を為すライターもおり、さらには「グラフィックだけに力を注いだどうしようもないクソゲー」とまで言い切る意見もある。